# Transformers: Energon
Transformers: Energon (llamada Transformers: Superlink en Japón (トランスフォーマー スーパーリンク Toransufōmā: Sūpārinku), es una serie creada por Hasbro y Takara. Es la continuación de la serie Transformers: Armada y se sitúa temporalmente 10 años después. Se continúa utilizando la animación tradicional, pero combinando CGI para dar más realismo 'high-tech' a los robots. Se estrenó el 11 de enero de 2005 en Latinoamérica por Cartoon Network.

## Historia
Diez años después de la guerra de los Mini-Cons y de la aparente destrucción de Unicron y Galvatron, los Autobots y los Decepticons han formado una alianza secreta con la humanidad poniendo enormes ciudades cybertronianas en todo el sistema solar para recolectar energon, la energía que necesitan los Transformers para sobrevivir. Sin embargo diez años es mucho tiempo y en la oscuridad el mal está volviendo a resurgir de nuevo.

### Síntesis
Al igual que un anime, Transformers Energon puede dividirse en arcos
- Episodios 1-13

Diez años después de la guerra de los Mini-Cons y de la aparente destrucción de Unicron y Galvatron, el misterioso Alpha Q dentro de Unicron le ordena a los Terrorcons atacar las Ciudades Autobots ubicadas en distintos puntos del sistema solar para recolectar energon entonces los Autobots se movilizan contra la nueva amenaza junto a sus aliados los humanos entre ellos Kicker, Alpha Q crea a Scorpinok para guiar a los Terrorcons y forja una espada con la chispa del exlíder Decepticon Megatron (cuyo cadáver se encuentra dentro de Unicron), para pasar a los Decepticons de la tierra a su lado. Megatron regresa y no obstante toma el control de unicron y Alpha Q es obligado a huir a su cabeza y luego ataca Ciudad Océano en la Tierra. Más tarde Alpha Q recrea a Starscream para asesinar a Optimus Prime, pero es reprogramado por Megatron. Mientras tanto los Autobots inician la construcción de Torres de Energon para proteger la tierra y un legendario Autobot conocido Rodimus hace su reaparición ...
- Episodios 14-26

Con la activación de nuevas Torres de Energon en la tierra, los Autobots dirigen su atención a Unicron. Al salir de la Tierra en la nave Miranda II, localizan el cuerpo de unicron.Megatron moviliza a los Decepticons, y persigue los Autobots a través del puente espacial, que salen a las cercanías de Cybertron. Los Autobots forman una alianza con Alpha Q, que ya está trabajando con Rodimus y su tripulación, para aprender su origen y sus motivaciones para robar Energon - se trata de utilizarla para recrear lo que Unicron ha destruido. Mientras tanto, las fuerzas de Megatron atacan Cybertron, y el Decepticon Shockblast es inducido en sus filas. En el curso en que Shockblast se fuga de la cárcel, Wing Dagger jura venganza por la muerte de su compañero, y cuando una Torre de Energon se derrumba sobre él y muere, Megatron reconstruye a Tidal Wave como Mirage, mientras que Primus recrea Wing Dagger como el poderoso Wing Saber, que se une a la batalla junto a Optimus Prime dentro de Unicron ...
- Episodios 27-39

En la nueva región del espacio en el otro lado de la fisura, Alpha Q ha recreado con éxito todos los mundos destruidos por Unicron, el mantenimiento de ellos es la cabeza de Unicron, que se ha convertido en un sol de Energon. Los Autobots establecen Torres de Energon en los nuevos planetas para protegerlos, mientras que Megatron ve los nuevos mundos como una fuente más de Energon para reactivar a Unicron. Después de haberle lavado el cerebro a Scorponok para que sea plenamente fiel a él, Megatron trata de hacer lo mismo con Inferno, pero el lucha en el proceso. Un equipo de rescate compuesto por Cliffjumper, Downshift y Bulkhead se envían de Cybertron para proteger a los nuevos mundos, pero Inferno se destruye cuando cae en el sol de Energon, incapaz de luchar contra la influencia Decepticon. Afortunadamente, su chispa se guarda y renace como Roadblock, al igual que el antiguo Autobot, Omega Supreme, se despierta en Cybertron y se une a los Autobots. Megatron tiene éxito en reanimar a Unicron, y reclama su cabeza, causando la muerte de Alpha Q en el proceso, pero luego Shockblast intenta tomar el control de Unicron y es destruido. Megatron luego vuelve a tener el control, y lucha con Optimus Supreme, la forma combinada de Optimus Prime y Omega Supreme, ampliada a tamaño gigante con una potencia de impulso que también Primus energiza varios de los otros Autobots. En una verdadera batalla de titanes, Optimus Supreme destruye a Unicron, pero su mente vive dentro de Megatron ...
- Episodios 40-52

Aunque muchos de los Decepticons fueron capturados y encarcelados en Cybertron, Megatron y sus fuerzas restantes atacan el planeta y los liberan. Otro fugitivo es el hermano menor de Shockblast, Sixshot, que se une el equipo de Megatron para vengarse de Optimus Prime por la muerte de su hermano. Guiado por la conciencia de Unicron, Megatron es llevado a un depósito subterráneo de Super Energon, que lo transforma en Galvatron. Dos guardias del Super Energon - Bruticus Maximus y Constructicon Maximus - despiertan de su éxtasis y se unen con él, pero el tercero, Superion Maximus, se une con los Autobots. En la subsiguiente batalla, la ruptura de varias Torres de Energon se levanta manta de Gas de Energon y superficie de Cybertron, manteniendo los Autobots atrapados fuera del planeta, lo que obligó a enviar a Kicker y los Omnicons para detener el flujo de gas, mientras que Galvatron se apodera del planeta. luego Galvatron se sumerge a sí mismo en el Super Energon una vez más, cada vez más y crece a un tamaño colosal, como la mente de Unicron y lo dirige hacia el espacio para fusionarse con su chispa que sigue intacta en el vacío. Primus viaja hacia el super energon, luego lo condensa en una bola de fuego y se prepara para enviarlo hacia la ubicación de Kicker. Mientras Omega Supreme se prepara para enfrentar a Galvatron, a pesar de su gran esfuerzo no hace mucho, en ese instante llega Optimus Prime quien reta a Galvatron, Omega Supreme le dice que es hora de unir todas las chispas de combinación, así que se fusionan y forman a Optimus Supreme. luego invocan el poder de Primus y aumentan su tamaño a uno similar al de Galvatron, hecho esto comienza la lucha, Optimus Supreme atrapa a Galvatron y espera a que llegue el Super energon desde Cybertron (que ya se encuentra en camino), Kicker le pide a Optimus que se quite del camino, pero este no quiere ni puede porque debe sostener a Galvatron y asegurarse que el super energon se estrelle con él. De pronto Galvatron despierta de la posesión de Unicron y toma el control, este se libera de Optimus, y le dice que él se encarga de todo, Starscream intenta detener a Galvatron pero este insiste en que es su destino, así que empieza a viajar hacia el Super Energon y se estrella contra este. El impacto genera un explosión y de esta se origina un sol, que empieza a dar luz a todos los planetas de Alpha Q alumbrando el camino hacia un mañana más

## Personajes

### Autobots
- Optimus Prime (Grand Convoy)
- Hot Shot
- Jetfire (Skyfire)
- Ironhide (Roadbuster)
- Inferno
- Rodimus Prime (Rodimus Convoy)
- Prowl (Red Alert)
- Landmine
- Wing saber(anteriormente wing dagger)
- Omega Supreme (Omega Convoy)
- Bulkhead (Sprung)
- Cliffjumper (Overdrive)
- Downshift (Wheeljack)
- Windblade
- Bumblebee
- Sideswipe
- Crosshair
- Srift
- Hound
- Rachet
- Knockout
- Grimlock
- Arcee
- Ultra Magnus
- Smockscreen
- Canopy

#### Omnicons
- Strongarm (Blast Arm)
- Skyblast (Air Glide)
- Signal Flare
- Arcee

#### Mini-Cons
- High Wire
- Grindor
- fixit
- Sureshock
- Wreckage
- Scattor
- Skyboom

### Decepticons
- Megatron (Galvatron)
- Demolishor (Ironhide/Irontread)
- Cyclonus (Sandstorm)
- Tidal Wave (Shockwave)
- Starscream (Nightscream)
- Snow Cat (Snowstorm)
- Mirage [Shockfleet , Dreadwing]
- Shockblast (Laserwave)
- Six Shot
- starscream
- soundwave
- laserbeak

#### Terrorcons
- Scorponok (Mega Zarak)
- Battle Ravage (Command Jaguar)
- Divebomb (Shadowhawk)
- Cruellock (Dinobot)
- Insecticon (Chrome Horn)

### Otros
- Chad "Kicker" Jones
- Misha
- Dr. Jones
- Sally
- Rad
- Carlos
- Alexis

## Lista de capítulos
| 1.Ciudad Cybertron 2.Estrellas Energón 3.Scorpinok 4.La Espada de Megatron 5.La Nueva Ciudad Cybertron 6.Megatron Resucitado 7.El Ataque de Megatron 8.Starscream, el Mercenario Misterioso 9.La Batalla del Cinturón de Asteroides 10.La Torre de Energón 11.La Leyenda de Rodimus 12.Crisis en Ciudad Jungla 13 (15).Rodimus, ¿Amigo o Enemigo? | 14.La Red de Energón 15 (13).Kicker, Ten Cuidado 16.Ve por Unicron 17.El Regreso de Demolisher 18.Historia de dos Héroes 19.Puestos de Combate 20.Alfa Q: Identidad 21.Shockblast: Desenfreno 22.Instinto de Conservación 23.Cada uno Pelea 24.Unicron Desencadenado 25.Abran Fuego 26.Espacio Desgarrado | 27.El Equipo Optimus Prime 28.Protección 29.Inferno Cautivo 30.El Planeta Jungla 31.Bulkhead 32.Adiós Inferno 33.Las Cicatrices de Scorponok 34.Curso Intensivo 35.Omega Supreme 36.Una Batalla Heroica 37.El Poder 38.Optimus Supreme 39.La Muerte de Unicron | 40.Ambición 41.Deseos 42.Galvatron 43.Rotura 44.Distribución 45.Tren Explosivo 46.El Ejército Decepticon 47.Equipo Ironhide 48.Formidable 49.El Terror de Galvatron 50.Poder Destructivo 51.Chispa 52.El Sol |

## Críticas y recepción
La serie aniversario 20 de transformers energon, supondría una mejora sobre armada pero fue aún peor recibida debido a no solo poseer las mismas equivocaciones de armada, sino también traer nuevas y peores que hicieron la serie considerada la peor serie de transformers jamás creada, aquí están explicadas según estas categorías:

### Guion e historia
Uno de los problemas fundamentales de Energon fue el guion redundante. En el episodio 25 Unicron es restaurado y los productores del Show, en lugar de acabar con Unicron y poder enfocar una nueva historia en otras partes, optaron por simplemente desactivarlo, esencialmente repitiendo el mismo argumento de los decepticon reviviendo a Unicron una vez más, siendo derrotados una vez más por los autobots y aun con el aspecto principal del show agotado continua con 13 episodios más para tener 52 capítulos solo para promocionar mercancía de los equipos combinadores y repintados de los personajes ya existentes.

### Animación
La Animación de Energon, aunque fue considerada mejor que armada en cierto sentido, fue ampliamente criticada por la falta de expresión de los personajes en los gestos debido a la limitación que el CGI imponía y en ocasiones hasta caminar resultaba dificultoso para los transformers con cuerpos robustos como Galvatron y IronHide.
En repetidas ocasiones las escenas de energon eran confusas de ver, como la ocasión donde Scorponok se reporta a Galvatron y no se puede ver nada debido al gas de energon y la escena se ve oscurecida con excepción de acercamientos a la cara de galvatron y Scorponok.
La animación fue hasta comparada con la de Guerra de bestias Transformers, la cual permitía expresiones de emociones de los personajes y era de superior calidad, aunque si vamos al caso, Guerra de bestias fue notoria por lo costosa que resultó hacerla y el presupuesto de energon fue diminuto en comparación.

### Edición
La edición del show fue hecha de tal forma que episodios completos (las escenas como unicron en el espacio, el sol de energon donde la cabeza de unicron se encontraba, etc) eran editadas de forma que resultaban confusas para los televidentes poder identificar lo que sucedía en el episodio y tener que estar al tanto de múltiples eventos al mismo tiempo sin relación entre ellos preguntándose qué está ocurriendo realmente.
La versión Superlink del show era confusa por la edición. Un caso muy infame son repetidos episodios de energon teniendo errores ortográficos en los títulos los cuales solo la mitad de ellos fueron arreglados cuando la serie salió en DVD.
También la edición del soundtrack del show resultó errónea. En el episodio Inferno Cautivo el episodio concluye con música triunfal a pesar de que fue un evento sombrío que se amplificaba en los episodios siguientes y muchos otros episodios tienen ejemplos similares.

### Doblaje
El doblaje de Energon, en comparación con el de Armada, presentó las mismas problemáticas que su predecesora. El diálogo que no concuerda con lo que ocurre en pantalla, personajes recibiendo los nombres erróneos, animación incompleta, etc.En Energon el personaje Misha fue constantemente llamado de 3 formas diferentes en el show y personajes como Downshift y Cliffjumper eran constantemente confundidos.
El doblaje repite cosas que los televidentes ya sabían o eran muy obvias y presentan hasta momentos donde el diálogo era ilógico con lo que deja a los televidentes preguntándose que está pasado. El Episodio Equipo Optimus Prime es un ejemplo evidente de esto.
También el equipo de Doblaje hace cambios deliberados en el guion que no hacen sentido, como Omitir a Primus de forma constante y hacer ver a Alpha Q como un siervo de Unicron cuando solo quiere utilizarlo para restaurar los planetas de su galaxia que fueron consumidos por Unicron o negar la muerte de un personaje aun cuando la animación claramente muestra al personaje muerto.
En forma constante los actores de voz tienen dificultades para interpretar sus personajes, sonando desganados o confundidos con el material que se les da para interpretar a sus personajes y hay hasta momentos donde nadie posee idea de lo que sus líneas significan

## Línea de juguetes

### 2003

#### Mini-Cons
- Equipo Mini-Con Energon Saber

#### Autobots
Energon
- Strongarm
- Skyblast

Combat
- Hot Shot
- Inferno

Mega Combat
- Jetfire
- Ironhide
- Treadbolt con Mini-Con Rollbar

Commanders
- Ultra Magnus con Mini-Con Knockout y Equipo Espacial - Astroscope, Payload y Skyblast

Leaders
- Optimus Prime

#### Decepticons
Energon
- Battle Ravage

Combat
- Starscream
- Rapid Run con Mini-Cons Nightscream y Nightcruz

Commanders
- Tidal Wave con Mini-Con Ramjet
- Scorponok

Varios
- Unicron (Armada Unicron Armada en caja de Energon)
- Unicron (repintado en negro)

### 2004

#### Mini-Cons
- Perceptor – Nuevo Equipo Mini-Con de Acción Callejera (Grindor, Sureshock & Highwire)
- Pack de los Equipos de Aventura y Marítimo (exclusivo Toys R Us)
- Pack de los Equipos de Carreras y Espacial (exclusivo Wal-Mart)
- Pack de los Equipos de Ataque Nocturno y Destrucción de Carretera (exclusivo Wal-Mart)

#### Autobots
Energon
- Signal Flare
- Arcee
- Energon Strongarm
- Offshoot
- Treadshot (A1)
- Sky Shadow (A2)
- Terradive (A3)
- Windrazor (A4)

Combat
- Rodimus
- Prowl
- Tow-Line
- Downshift
- Energon Hot Shot
- Storm Jet (A5)
- Energon Kicker y Mini-Con High Wire
- Roadblock

Mega Combat
- Cliffjumper
- Wing Saber
- Energon Ironhide
- Beachcomber
- Overcast
- Grimlock & Swoop

Commanders
- Ultra Magnus con Knock-Out Mini-Con y Equipo Espacial
- Landmine
- Bulkhead
- Landquake
- Quickstrike

Leaders
- Optimus Prime

Supreme
- Omega Supreme
- Omega Sentinel

Combat Roleplay
- Rifle de Optimus Prime

#### Decepticons
Energon
- Divebomb
- Cruellock
- Insecticon
- Doom-Lock
- Command Ravage
- Sledge (C1)
- Duststorm (C2)
- Wideload (C3)
- Bonecrusher (C4)
- Stormcloud (D1)
- Blight (D2)
- Blackout (D3)
- Kickback (D4)

Combat
- Snow Cat
- Demolishor
- Sharkticon
- Slugslinger
- Steamhammer (C5)
- Barricade (D5)
- Energon Starscream
- Cyclonus con Crumplezone Mini-Con (versión repintada y exclusivo de KB Toys)
- Demolishor con Blackout Mini-Con (versión repintada y exclusivo de KB Toys)

Mega Combat
- Mirage
- Shockblast
- Dreadwing
- Six Shot
- Alpha-Quintesson

Leaders
- Megatron
- Galvatron

Combat Roleplay
- Espada de Megatron

Exclusivos
- K-Mart: Prowl (repintado) y Checkpoint (Equipo S.W.A.T.)
- Sam’s Club: Prowl vs. Starscream
- Costco: Optimus Prime & Overload (ambos repintados)
- Toys R Us: Powerlinx Optimus Prime vs. Megatron

### Takara (Japón)

#### Cybertrons
- SC 01 Grand Convoy
- SC 02 Hotshot
- SC 03 Inferno
- SC 04 Roadbuster
- SC 05 Skyfire
- SC 06 Blastarm
- SC 07 Airglide
- SC 08 Energonsaber
- SC 09 Cliffjumper
- SC 10 Rodimus Convoy
- SC 11 Red Alert
- SC 12 Signal Flare
- SC 13 SL Grand Convoy
- SC 14 Kicker
- SC 15 Landmine
- SC 16 Ariel
- SC 17 Wing Saber
- SC 18 Overdrive
- SC 19 Wheeljack
- SC 20 Sprung
- SC 21 Inferno Volt
- SC 22 Omega Supreme
- SC 23 Hotshot Fire
- SC 24 Roadbuster Wild
- SC 25 Skyfire Sonic
- SC 26 Superion (Afterburner, Air Raider, Sling, Skydive, Firebolt)

- SS 01 Hotshot e Inferno
- SS 02 Roadbuster y Skyfire
- SS 03 Grand Convoy y Kicker

#### Destrons
- SD 01 Nightscream
- SD 02 Ironhide
- SD 03 Sandstorm
- SD 04 Shockwave
- SD 05 Mega Zarak
- SD 06 Command Jaguar
- SD 07 Galvatron
- SD 08 Shadowhawk
- SD 09 Command Jaguar (tipo desértico)
- SD 10 Snowstorm
- SD 11 Irontread
- SD 12 Dinobot
- SD 13 Shadowhawk (tipo espacial)
- SD 14 Laserwave
- SD 15 Shockfleet
- SD 16 Cromhorn
- SD 17 Dinobot (tipo magma)
- SD 18 Cromhorn (camuflaje boscoso)
- SD 19 Nightscream Reverse
- SD 20 Galvatron General
- SD 21 Bruticus (Onslaught, Vorter, Swindle, Blast-Off, Brawl)
- BX 01 Buildron (Scavenger, Scrapper, Long Haul, Gren, Bonecrusher) (exclusivo de Toys R Us)

- MX-00 Unicron

## Música

### Japón (Superlink)
Tema de Apertura (opening)
- Taiyō no Transform! por Hiroshi Kitadani

Tema de cierre (ending)
- Calling You por Takayoshi Tanimoto

### U.S. (Energon)
Tema de Apertura y cierre
- "Transformers Energon Theme" por Hasbro